# سیارک ۹۶۷۰
سیارک ۹۶۷۰ (به انگلیسی: 9670 Magni، نامگذاری:1997NJ10) نه هزار و ششصد و هفتادمین سیارک کشف شده‌است که در ۱۰ ژوئیه ۱۹۹۷ کشف شد.
قدر مطلق سیارک برابر ۱۲٫۵۰ است.